# Zuidrijns voetbalkampioenschap 1906/07
In 1906/07 werd het vijfde Zuidrijns voetbalkampioenschap gespeeld, dat georganiseerd werd door de West-Duitse voetbalbond. Voorheen heette de competitie kampioenschap van Keulen-Bonn, maar nu er meerdere competities kwamen in West-Duitsland werd deze naam gewijzigd in Zuidrijns kampioenschap. 
Cölner FC 1899 werd kampioen en plaatste zich voor de West-Duitse eindronde. De club versloeg Duisburger SpV en verloor in de halve finale van Düsseldorfer FC 1899.

## 1. Klasse
| Plaats | Club                | Wed. | W | G | V | Saldo | Ptn. |
| ------ | ------------------- | ---- | - | - | - | ----- | ---- |
| 1.     | Cölner FC 1899      | 8    | 6 | 2 | 0 | 35:14 | 14:2 |
| 2.     | FC Alemannia Aachen | 8    | 4 | 2 | 2 | 28:19 | 10:6 |
| 3.     | Bonner FV 01        | 8    | 2 | 2 | 3 | 20:20 | 7:9  |
| 4.     | Cölner BC 01        | 8    | 2 | 2 | 4 | 17:29 | 6:10 |
| 5.     | FC Germania Düren   | 8    | 1 | 1 | 6 | 10:28 | 3:13 |

|  | Kampioen |

## 2. Klasse

### Groep A
| Plaats | Club                   | Wed.           | W              | G              | V              | Saldo          | Ptn.           |
| ------ | ---------------------- | -------------- | -------------- | -------------- | -------------- | -------------- | -------------- |
| 1.     | FC Borussia 1899 Cöln  | 6              |                |                |                | 14:06          | 10:02          |
| 2.     | Dürener FC 1903        | 6              |                |                |                | 11:10          | 07:05          |
| 3.     | FC Alemannia Aachen II | 6              | 2              | 1              | 3              | 05:12          | 05:07          |
| 4.     | FC Rhenania 1900 Cöln  | 6              |                |                |                | 07:11          | 02:10          |
| 5.     | Cölner FV 02           | Teruggetrokken | Teruggetrokken | Teruggetrokken | Teruggetrokken | Teruggetrokken | Teruggetrokken |

|  | Geplaatst voor de finale |

### Groep B
| Plaats | Club                  | Wed.           | W              | G              | V              | Saldo          | Ptn.           |
| ------ | --------------------- | -------------- | -------------- | -------------- | -------------- | -------------- | -------------- |
| 1.     | Bonner FV 01 II       | 6              | 6              | 0              | 0              | 35:08          | 12:00          |
| 2.     | Cölner FC 1899 II     | 6              |                |                |                | 10:13          | 05:07          |
| 3.     | FV Preußen Bonn       | 6              |                |                |                | 08:14          | 04:08          |
| 4.     | FC Germania 1901 Bonn | 6              |                |                |                | 08:26          | 03:09          |
| 5.     | Cölner BC 1901 II     | Teruggetrokken | Teruggetrokken | Teruggetrokken | Teruggetrokken | Teruggetrokken | Teruggetrokken |

### Finale
Heen
|  |                       |        |                 |  |
|  | FC Borussia 1899 Cöln | 4 – 23 | Bonner FV 01 II |  |
|  |                       |        |                 |  |